# Hurlyburly
Hurlyburly ist ein US-amerikanischer Kinofilm (Drama) von Anthony Drazan aus dem Jahr 1998. Der Film spielt in Los Angeles und ist die filmische Umsetzung eines am Broadway aufgeführten Dramas von David Rabe, der auch das Drehbuch zu dem Film schrieb.

## Handlung
Die Freunde Eddie und Mickey leben zusammen in einem Bungalow in Los Angeles. Phil ist der dritte im Bunde einer gewachsenen Single-Männerfreundschaft und hängt dort häufig ab. Neben ihrer Arbeit in der Filmbranche interessieren sie sich nur für ihre Vergnügungen: Kokain, Frauen und anderen ihre egozentrischen Lebensansichten zu oktroyieren. Aufgrund ihres Drogenkonsums verläuft die Freundschaft lange Zeit scheinbar reibungslos, doch gerade die Frauen bringen nach und nach Unruhe in ihre Beziehungen und ihre gar nicht so glückliche Welt ins Wanken. Der Charakter eines jeden kommt unter Drogeneinfluss immer deutlicher zum Vorschein. Schließlich kommt es zu einem Suizid.

## Hintergrund
Der Titel des Films ist eine Anspielung auf den folgenden Dialog aus Shakespeares Macbeth: Erste Hexe: "When shall we three meet again / In thunder, lightning, or in rain?" – Zweite Hexe: "When the hurlyburly's done, / When the battle's lost and won."

## Auszeichnungen
Sean Penn gewann den Coppa Volpi der Internationalen Filmfestspiele von Venedig 1999, Anthony Drazan wurde für den Goldenen Löwen nominiert. Sean Penn wurde 1999 für den Independent Spirit Award nominiert.